# Medellín (kommun i Mexiko)
Medellín är en kommun i Mexiko.   Den ligger i delstaten Veracruz, i den sydöstra delen av landet, 300 km öster om huvudstaden Mexico City. Antalet invånare är 59 126. Arean är 398 kvadratkilometer.
Terrängen i Medellín är platt.
Följande samhällen finns i Medellín:
- El Tejar
- Fraccionamiento Arboledas San Ramón
- Paso del Toro
- La Laguna y Monte del Castillo
- La Gloria
- Colonia Lázaro Cárdenas
- El Guasimal
- Palmira
- Alvaradito
- San Miguel
- El Doce
- La Bocana
- La Joya
- El Mangal
- Mata Ortiz
- Las Palmas de Medellín
- Fraccionamiento Leonardo Rodríguez Alcaine
- Paso de los Arrieros
- Dos Bocas
- Primero de la Palma
- La Báscula
- La Pepehua
- Potrerillo
- El Infiernillo
- Salsipuedes
- Santa Rosa
- San Francisco
- Los Pichones
- Santa Teresa